# Matt Visser
Matt Visser es un físico que ejerce en la actualidad como Catedrático de la Universidad Victoria en Wellington en Wellington (Nueva Zelanda). Fue alumno de esta misma universidad y se graduó posteriormente en la Universidad de California en Berkeley.
Sus principales trabajos se centran en el campo de la relatividad general, la teoría cuántica de campos y la cosmología teórica. Visser ha publicado un amplio número de trabajos de investigación en el campo de los agujeros de gusano, de los horizontes gravitacionales y en un campo emergente como es la acústica métrica. También es autor del libro Lorentzian Wormholes — from Einstein to Hawking (1996), un referente al tratar la teoría de los agujeros de gusano, así como coeditor del libro Artificial Black Holes (2002).